# Midla/MLGT
Midla/MLGT — газопровід на півдні США у штаті Луїзіана та на південному заході Міссісіпі.
Був споруджений під час «газового буму» 1920-х років від родовища Монро на півночі Луїзіани до її столиці Батон-Руж. Довжина основної ділянки, виконаної в діаметрі 550 мм, становила 170 миль, довжина з урахуванням відгалужень — 370 миль. Пропускна здатність близько 2 млрд м3 на рік.
В подальшому у вихідному районі Midla приєднали до газового хабу Перрівіль, який забезпечує з'єднання з Gulf South Pipeline (здійснює транспортування природного газу на узбережжі Мексиканської затоки між центрами видобутку, газовими хабами та терміналами) і Midcontinent Express Pipeline (створює сполучення між численними газопровідними системами, що прямують з регіону затоки у північному та східному напрямку).
2014-го ухвалили рішення демонтувати стару лінію, вік якої перевищив 80 років. При цьому уздовж частини маршруту між північчю Луїзіани та штатом Міссісіпі проклали новий газопровід довжиною 55 миль, виконаний у діаметрі 300 мм з пропускною здатністю 0,5 млрд м3 на рік (Midla Natchez Pipeline). Введений у дію 2017 року, він отримуватиме ресурс із систем Locust Ridge Gas Company, Columbia Gulf Transmission та Tennessee Gas Pipeline для подачі його місцевим споживачам. Що стосується залишків системи на півдні штату Луїзіана, то вони будуть брати участь у забезпеченні блакитним паливом району Батон-Руж разом з місцевою транспортною системою MLGT, яка має довжину 54 милі та пропускну здатність 1,7 млрд м3 на рік. Остання постачає споживачам ресурс, отриманий з Florida Gas Transmission, Texas Eastern Transmission та Transco.